# اطلاعات شبکه دیجیتال
اطلاعات شبکه دیجیتال، اصطلاحی در جامعه اطلاعاتی ایالات متحده آمریکا است که به معنی "اطلاعات بدست آمده از داده ارتباطی دیجیتال شنود الکترونیک شده است که بین یا در درون شبکه‌های رایانه‌ای جابجا می‌شود."

## برنامه‌ها و واحدها
برنامه‌ها و واحدهای شناخته شده برای گردآوری اطلاعات شبکه دیجیتال:
- پین‌ویل: یک سامانه گردآوری و نگهداری داده (مانند ایمیل) آژانس امنیت ملی ایالات متحده آمریکا است.
- استورم‌برو: برنامه پنهانی آژانس امنیت ملی برای نظارت بر ترافیک اینترنت است.
- گروه اطلاعات، نظارت و شناسایی ۶۵۹ام نیروی هوایی ایالات متحده آمریکا است. یک واحد اطلاعاتی در فورت جورج جی. مید، مریلند است.
- بلرنی: برنامه نظارت بر ارتباطات آژانس امنیت ملی است که در ۱۹۷۸ (میلادی) آغاز به کار کرد.
- پریزم: برنامه آژانس امنیت ملی است که بخشی از آن برای گردآوری داده ارتباط اینترنتی از شرکت‌های مخابراتی گوناگون آمریکایی، با همکاری آنها است.
- اوکستار: برنامه گردآوری آپ استریم کالکشن آژانس امنیت ملی برای نظارت پنهانی بر اینترنت است.
- فرویو: برنامه پنهانی گردآوری داده ارتباطی آژانس امنیت ملی با همکاری شرکت ای‌تی اند تی است.
- ایکس‌کی‌اسکور: یک سامانه رایانه‌ای پنهانی آژانس امنیت ملی برای جستجو و واکاوی داده اینترنت گردآوری شده از سراسر جهان است.